# Per Sundberg (konstnär)
Per August Sundberg, född 12 april 1887 i Stockholm, död 4 januari 1968, var en svensk målare, tecknare och grafiker.
Han var son till skräddarmästaren Per August Sundberg och Anna Maria Kjellström och från 1918 gift med Maria Carlsson samt morbror till Anna Barbro Lucia Widholm. Sundberg studerade vid Althins målarskola i Stockholm 1907–1908 och vid Konstakademien 1908–1912 samt en kortare tid vid Axel Tallbergs etsningsskola där han under ledning av Emil Johanson-Thor lärde sig litografera. Tillsammans med Emil Johanson-Thor och Gustaf Magnusson ställde han ut i Gävle 1918 och tillsammans med Hjalmar Arleman i Vetlanda 1952. Separat ställde han ut på Konstnärshuset och ett flertal gånger på Hultbergs konsthandel i Stockholm. Sundberg medverkade även i samlingsutställningar arrangerade av Sveriges allmänna konstförening och Svenska konstnärernas förening, vid utställningen av svensk konst som visades på Valand-Chalmers, samt i HSB:s God konst i alla hem. Hans konst består av små intima landskapsmotiv.  Sundberg är representerad vid Moderna museet, Västerås konstmuseum, Landskrona museum, Lidingö kommun och Lidingö hembygdsförening. Han är begravd på Lidingö kyrkogård.